# Datu Blah T. Sinsuat
Datu Blah T. Sinsuat è una municipalità di quinta classe delle Filippine, situata nella Provincia di Maguindanao, nella Regione Autonoma nel Mindanao Musulmano. Tra l'ottobre 2006 e il luglio 2008 ha fatto parte della Provincia di Shariff Kabunsuan, creata con decreto regionale annullato successivamente dalla Corte Suprema delle Filippine.
Datu Blah T. Sinsuat è formata da 12 baranggay:
- Kinimi
- Laguitan
- Lapaken
- Matuber
- Meti
- Nalkan
- Penansaran
- Resa
- Sedem
- Sinipak
- Tambak
- Tubuan